# Dainis Liepiņš
Dainis Liepiņš   (Unió Soviètica, 13 d'agost de 1962 - 27 de novembre de 2020) va ser un ciclista letó, que va competir per la Unió Soviètica. El seu èxit esportiu més important foren les dues medalles als Campionat del món de persecució amateur, i la victòria a la Volta a la Baixa Saxònia.

## Palmarès en pista
- 1979
  -  Campió del món júnior en Persecució per equips (amb Gadis Liepiņš, Vladimir Baluk i Yuri Petrov)
- 1980
  -  Campió del món júnior en Persecució
  -  Campió del món júnior en Persecució per equips (amb Andris Lotsmelis, Martin Palis i Sergei Agupov)

## Palmarès en ruta
- 1983
  - 1r a la Volta a la Baixa Saxònia i vencedor d'una etapa